# Placorhynchus pacificus
Placorhynchus pacificus är en plattmaskart som beskrevs av Karling TG 1989. Placorhynchus pacificus ingår i släktet Placorhynchus och familjen Placorhynchidae. Inga underarter finns listade i Catalogue of Life.